# 傅學鵬
傅學鵬（1951年4月4日—），中華民國政治人物，出身苗栗縣公館鄉，曾任第十三、十四屆苗栗縣縣長，第十、十一、十二、十三屆苗栗縣議會議員，並擔任第十二屆副議長，後代表中國國民黨當選為第十屆台灣省議會議員。曾任親民黨代理秘書長、苗栗縣黨部服務處處長。

## 簡介
1997年縣市長選舉時，以無黨籍身份當選為第十三屆苗栗縣縣長。
2001年縣市長選舉時，以無黨籍身份當選連任苗栗縣縣長；此前傅學鵬在2000年總統選舉中力挺宋楚瑜，選後被宋楚瑜成立的親民黨視為「精神黨員」，並在當屆地方首長選舉中列入親民黨的推薦名單，使其獲得親民黨背書。

## 選舉紀錄
| 年度 | 選舉屆數               | 選舉區       | 所屬政黨   | 得票數  | 得票率 | 當選標記   | 備註 |
| ---- | ---------------------- | ------------ | ---------- | ------- | ------ | ---------- | ---- |
| 1994 | 第十屆臺灣省議員選舉   | 苗栗縣選舉區 | 中國國民黨 | 59,423  | 20.85% |            |      |
| 1997 | 第十三屆苗栗縣縣長選舉 | 苗栗縣       | 無黨籍     | 153,528 | 54.80% |            |      |
| 2001 | 第十四屆苗栗縣縣長選舉 | 苗栗縣       | 無黨籍     | 135,786 | 51.80% | 親民黨背書 |      |